# Constam
Constam Buzău este un grup de companii cu activități în principal de distribuție în construcții din România. Grupul a luat naștere în 1996 în Buzău, ca o afacere de familie, în domeniul construcțiilor. Grupul Constam are astăzi 150 de angajați alături de care oferă servicii și produse pentru construcții civile și de infrastructură prin intermediul celor trei divizii: Constam Procesare Oțel, Constam Ambient și Constam Imobiliare..
Diviziile Constam
- Constam Ambient este un furnizor de materiale de constructii pentru amenajare interioară și instalații în Buzău, specializat pe soluții și consiliere personalizată specializată oferită de consultanți din domeniul construcțiilor. În magazinul Constam Ambient din Buzău, clienții găsesc: pardoseli și placări ceramice, instalații termice, sanitare, electrice, materiale de bază în construcți, mobilier, soluții pentru acoperișuri.
- Constam Procesare Oțel este unul dintre cei mai mari furnizori de produse și servicii pentru construcții civile și de infrastructură din România, specializat pe fasonare oțel, carcase pentru piloți forați, pereți mulați și structuri tridimensionale preasamblate, plase sudate, sârme și accesorii complementare pentru construcții, cuple mecanice Lenton și altele.
- Constam Imobiliare este devizia de management și administrare imobiliară a grupului și are la rândul său două sub-divizii: divizia de creștere a gradului de utilizare a proprietăților din portofoliu și divizia de dezvoltare proiecte imobiliare. Despre diviziile grupului Constam

Cifra de afaceri:
- 2019: 20 milioane euro[3]
- 2008: 65 milioane euro[3]
- 2007: 50 milioane euro[4]
- 2006: 40 milioane euro[4]
- 2005: 30 milioane euro[3]
- 2002: 10 milioane euro[3]
- 2000: 5 milioane euro[3]
- 1997: 1 milion euro[3]

Proiecte
- Cale ferată Coridorul IV Pan European
- Șantier naval VARD Tulcea
- Centrale eoliene - 55% din România
- Autostrada Soarelui
- Linie înaltă tensiune Buzău - Slobozia
- Skanska Equilibrium
- UBC - Iulius Grup Timisoara
- Dorobanți Residence Buzău
- Ansamblu rezidențial Afi City
- Parc Industrial TETAROM, Cluj Napoca
- Reabilitare DN 15 Bicaz – Poiana Largului
- Autostrada Transilvania (A3)
- Autostrada Transilvania (A10) Sebes - Turda
- Autostrada Transilvania (A1)
- Varianta de ocolire Târgu Mureș; Rădăuți
- Ansamblul imobiliar ISHO, Timișoara
- Reabilitare și modernizare faleza Tulcea
- Linia de înaltă tensiune Stâlpu – Cernavodă[5]
- Autostrada Sibiu-Pitești[6]